# Norbert Röttgen

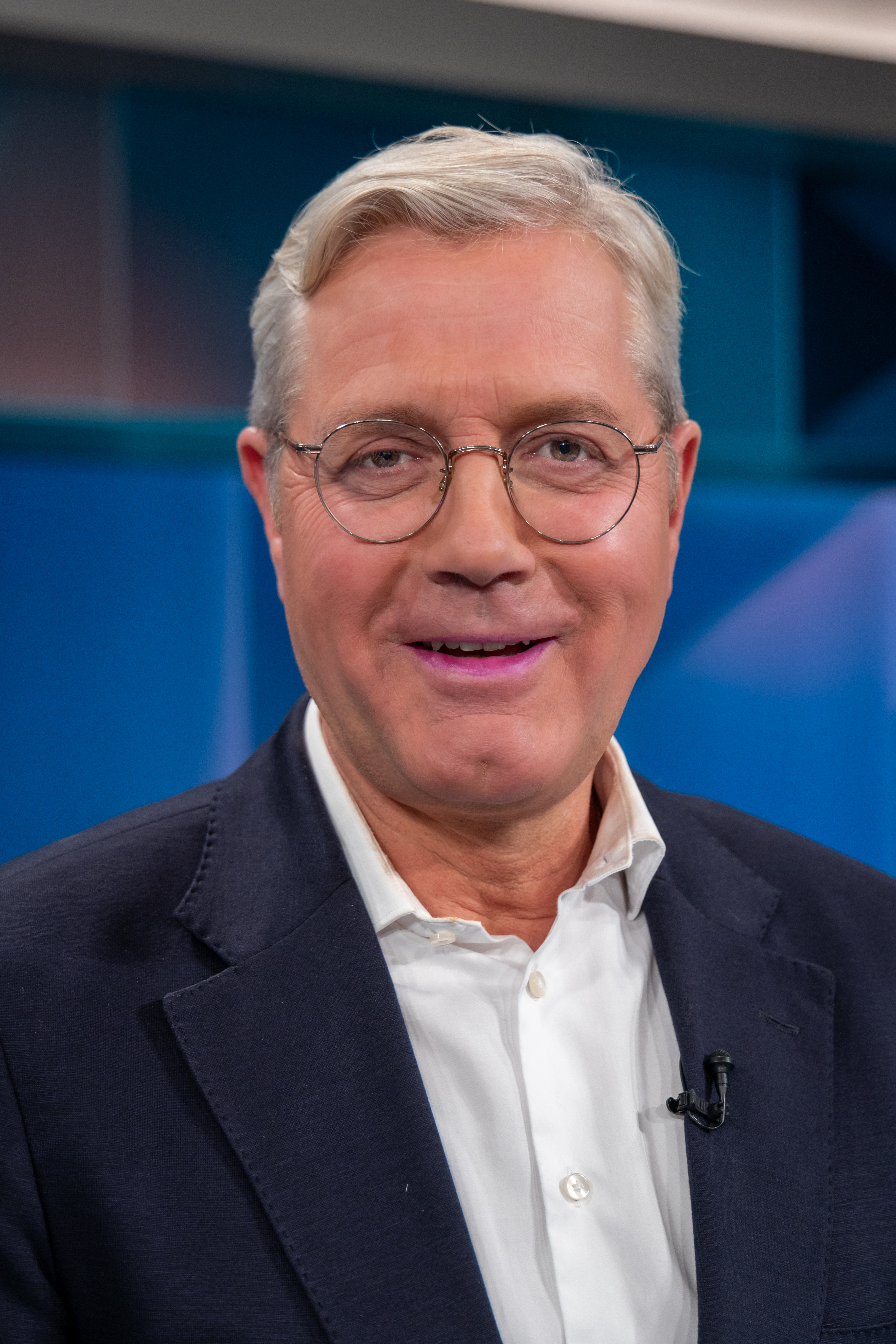
Norbert Röttgen (2024)

Norbert Alois Röttgen (* 2. Juli 1965 in Meckenheim (Rheinland)) ist ein deutscher Politiker (CDU) und Rechtsanwalt.
Röttgen ist seit 1994 Mitglied des Deutschen Bundestages. Von 2005 bis 2009 war Röttgen Erster Parlamentarischer Geschäftsführer der CDU/CSU-Bundestagsfraktion. In der darauf folgenden Koalition von Union und FDP war er von 2009 bis 2012 Bundesminister für Umwelt, Naturschutz und Reaktorsicherheit. Nach seiner Niederlage als CDU-Spitzenkandidat bei der Landtagswahl in Nordrhein-Westfalen 2012 wurde Röttgen als Bundesminister entlassen, blieb jedoch Abgeordneter des Deutschen Bundestages und erklärte die Außenpolitik zu seinem politischen Schwerpunkt. Zwischen 2014 und 2021 war Röttgen Vorsitzender des Auswärtigen Ausschusses.
Im Februar 2020 bewarb er sich erfolglos als Nachfolger von Annegret Kramp-Karrenbauer für das Amt des CDU-Vorsitzenden. Er unterlag im Januar 2021 bei dieser Wahl im ersten Wahlgang Friedrich Merz und Armin Laschet. Bei der Wahl zum CDU-Vorsitz 2022 bewarb er sich erneut, unterlag jedoch erneut im ersten Wahlgang Friedrich Merz. 
Seit dem 13. Mai 2025 ist er stellvertretender Fraktionsvorsitzender für die Themen Auswärtiges, Verteidigung, Interparlamentarische Konferenz für die GASP und GSVP, Europarat und Menschenrechte.

## Werdegang
Röttgen wuchs als Sohn des Postbeamten Wilhelm Röttgen und dessen Frau Agnes in Rheinbach, einem Nachbarort seines Geburtsortes Meckenheim (Rheinland), auf. Nach dem Abitur 1984 am Städtischen Gymnasium Rheinbach absolvierte Röttgen ein Studium der Rechtswissenschaft an der Universität Bonn, das er 1989 mit dem Ersten juristischen Staatsexamen beendete. Gefördert wurde er während seines Studiums von der Konrad-Adenauer-Stiftung. Nach dem Referendariat bestand er 1993 auch das Zweite juristische Staatsexamen. Seit 1993 ist Röttgen als Rechtsanwalt zugelassen. 2001 wurde er an der Universität Bonn mit der Arbeit Die Argumentation des Europäischen Gerichtshofes – Typik, Methodik, Kritik promoviert.
Röttgen ist römisch-katholisch und mit der Anwältin Ebba Herfs-Röttgen verheiratet. Das Ehepaar wohnt in Königswinter-Stieldorf und hat zwei Söhne und eine Tochter.

## Parteikarriere und inhaltliche Verortung
Röttgen trat 1982 in die CDU ein. Er engagierte sich zunächst in der Jungen Union (JU) und war von 1992 bis 1996 JU-Landesvorsitzender in Nordrhein-Westfalen. Von 1984 bis 2010 war er Mitglied im Vorstand des CDU-Kreisverbandes Rhein-Sieg. von 2001 bis 2009 hatte er den Vorsitz im Bundesarbeitskreis Christlich-Demokratischer Juristen. Von 2009 bis 2011 war Röttgen Vorsitzender des CDU-Bezirksverbandes Mittelrhein.
Er gilt innerhalb seiner Partei als eher progressiv. Im Vorfeld der Bundestagswahl 2021 befürwortete er eine Koalition mit Bündnis 90/Die Grünen. Als dritter Kandidat neben Helge Braun, der einen an Stabilität und Ausgleich orientierten Kurs weiterzuführen beabsichtigte, und dem konservativ-neoliberalen Friedrich Merz um den CDU-Parteivorsitz Anfang 2022 kommunizierte Röttgen eine glaubwürdige Umweltpolitik, Digitalisierung und mehr junge und weibliche Stimmen in der CDU als Zielsetzung. Eine konservative Position nahm Röttgen etwa 2017 ein, als er im Deutschen Bundestag gegen die Öffnung der Ehe für gleichgeschlechtliche Paare votierte, nachdem die Abstimmung zur Gewissensentscheidung erklärt worden war.

### CDU-Landesvorsitzender und stellvertretender Bundesvorsitzender 2010 bis 2012
Die CDU NRW führte im Oktober 2010 eine Mitgliederbefragung durch, ob Röttgen oder Armin Laschet neuer Vorsitzender werden sollte. Im Vorfeld dieser Wahl hatten beide ab dem 1. September 2010 in „Diskussions-Duellen“ bei den acht CDU-Bezirksverbänden ihre Positionen vorgestellt. 82.533 (52,8 %) der etwa 158.000 CDU-Mitglieder nahmen – per Briefwahl oder durch Stimmabgabe in einem der 139 Wahllokale – an der Abstimmung teil. Am 31. Oktober 2010 wurde das Ergebnis der Befragung bekanntgegeben: 45.235 der abgegebenen Stimmen (54,8 %) entfielen auf Röttgen. Seine formelle Wahl zum Landesvorsitzenden fand am 6. November 2010 gemäß CDU-Satzung durch den Landesparteitag in Bonn statt. Röttgen erhielt dort 92,5 % der Stimmen.
Am 15. November 2010 wählte der CDU-Bundesparteitag in Karlsruhe vier stellvertretende Vorsitzende. Norbert Röttgen erzielte mit 88,2 % der Stimmen (die drei Enthaltungen wurden als ungültige Stimmen gewertet) das beste Ergebnis aller Stellvertreter; außerdem gewählt wurden Annette Schavan, Volker Bouffier und Ursula von der Leyen.
Am Wahlabend der verlorenen Landtagswahl vom 13. Mai 2012 kündigte Röttgen an, vom CDU-Landesvorsitz zurückzutreten.
Im September 2012 verzichtete er, anders als nach der NRW-Wahlniederlage im Mai 2012 angekündigt, auf eine erneute Kandidatur für den Bundesvorstand.

### CDU-Spitzenkandidat für die Landtagswahl 2012 in Nordrhein-Westfalen

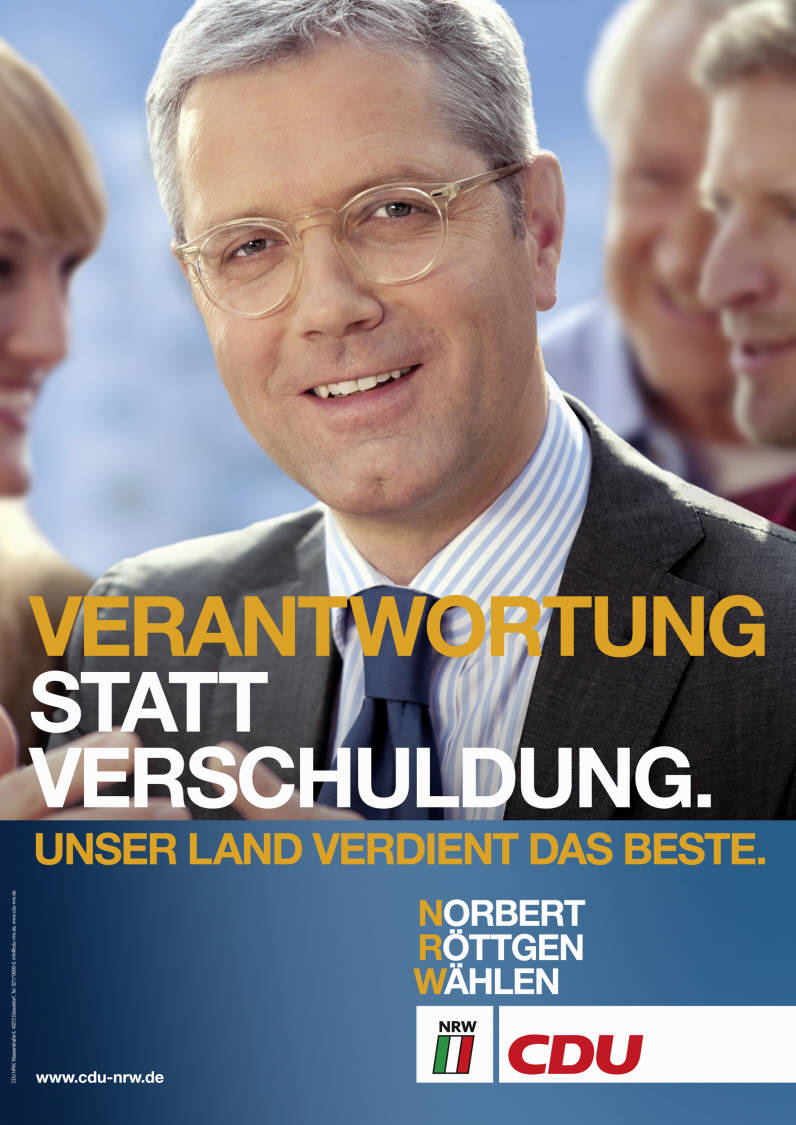
Norbert Röttgen, Wahlplakate zur Landtagswahl in Nordrhein-Westfalen 2012

Nachdem am 14. März 2012 der Haushaltsetat der rot-grünen Minderheitsregierung in Nordrhein-Westfalen im Landtag keine Mehrheit gefunden und sich das Parlament daraufhin aufgelöst hatte, erklärte Röttgen am selben Tag seine Bereitschaft, bei der Neuwahl des Landtags als Spitzenkandidat seiner Partei gegen die Ministerpräsidentin Hannelore Kraft anzutreten, die ähnliche hohe Popularitätswerte hatte wie der frühere Ministerpräsident Johannes Rau.
Röttgens Äußerung anlässlich einer Pressekonferenz am 8. Mai 2012, die Wahl zu einer Abstimmung über den Europakurs von Kanzlerin Merkel machen zu wollen, löste massive Kritik in der CDU aus. Röttgen nahm die Äußerung am nächsten Tag zurück: „Am Sonntag steht nicht der Kurs von Angela Merkel in Europa zur Abstimmung, sondern der Schuldenkurs von Frau Kraft in Nordrhein-Westfalen.“
Wenige Tage vor der Wahl unterlief ihm in einer ZDF-Fernsehdiskussion ein Fauxpas: Auf die Frage der Journalistin Dunja Hayali, ob er in NRW im Falle einer Niederlage auch in die Opposition gehen würde, sagte er: „Ich meine, ich müsste eigentlich dann Ministerpräsident werden, aber bedauerlicherweise entscheidet nicht allein die CDU darüber, sondern die Wähler entscheiden darüber.“ Er bezeichnete diese Aussage sofort als Ironie und zog sie zurück; dennoch fand sie ein mediales Echo. Einen Tag nach der Wahl kommentierte Horst Seehofer gegenüber Claus Kleber, ZDF, die Niederlage so: „Das hatte viele Ursachen, zum Beispiel, dass man sich nicht voll für dieses Land entschieden hat.“
Bei der vorgezogenen Landtagswahl am 13. Mai 2012 erhielt die CDU 26,3 % der abgegebenen Stimmen; dies war ihr historisch schlechtestes Ergebnis in NRW. Röttgen selbst unterlag im Wahlkreis Bonn-Innenstadt/Beuel, in dem er erstmals angetreten war, mit 28,3 % der Erststimmen dem SPD-Kandidaten Bernhard von Grünberg, der 45,8 Prozent erhielt.
Nach der Wahlniederlage verzichtete Röttgen auf sein Landtagsmandat, das er über den Listenplatz 1 erhalten hatte, und kündigte seinen Rücktritt als Landesvorsitzender an. Einige Tage später schlug Bundeskanzlerin Angela Merkel Röttgens Entlassung als Bundesumweltminister vor (siehe unten).

### Kandidatur als CDU-Parteivorsitzender 2020/21

#### Kandidatur und Programm
Am 18. Februar 2020 meldete Röttgen als erster Kandidat seine Bewerbung für die Nachfolge von CDU-Chefin Annegret Kramp-Karrenbauer an.
Er formulierte einen Sechs-Punkte-Plan zur Begründung und als Ziele seiner Kandidatur:
1. CDU als Partei der Mitte: Deutliche Abgrenzung nach rechts (zur AfD) und nach links (Die Linke).
2. CDU als Partei der deutschen Einheit: „Deutschland-Dialog auf Augenhöhe“ zwischen Ost und West.
3. Beseitigung der Gründe für den erstarkten Rechtspopulismus: Proaktives Handeln und konkretes Lösen von Problemen, statt „Überforderung, Reagieren und hinterherlaufendes Reparieren“.
4. Migration ordnen: Verurteilung der „kriegsverbrecherischen Bombardierungen Assads“ und Russlands in Idlib, europäische Koalition der „Fähigen und Willigen“.
5. Zurückgewinnung ökologischer und klimapolitischer Glaubwürdigkeit für die CDU.
6. CDU muss politische Führung übernehmen: Für Weltoffenheit, für den Schutz der Bürger und Vernunft. Zudem soll es eine „spürbare Steuerentlastung für Normalverdiener“ geben. Die CDU stehe für „eine solidarische, offene Gesellschaft, eine innovative, starke Wirtschaft und eine stabile Demokratie“.

Am 25. Februar 2020 gaben nacheinander auch Friedrich Merz und Armin Laschet, der mit Jens Spahn als Stellvertreter antrat, im Rahmen der Bundespressekonferenz ihre jeweiligen Kandidaturen bekannt. Wegen der COVID-19-Pandemie fand der 33. Parteitag der CDU Deutschlands mit der Wahl zum neuen CDU-Parteivorsitzenden, der zunächst für den 25. April geplant war, später dann auf den 4. Dezember verschoben wurde, erst am 15. und 16. Januar 2021 größtenteils digital statt.
Anfang Dezember berief Röttgen die rheinland-pfälzische Landtagsabgeordnete Ellen Demuth zu seiner Chefstrategin, die im Falle seiner Wahl den Vorsitz einer Lenkungsgruppe zur Modernisierung der Partei übernehmen sollte. Als weitere Mitglieder dieser Gruppe waren Anna Herrhausen, Elisabeth Motschmann, Andreas Nick, Johann Wadephul, Kai Whittaker und Christiane Kuhl vorgesehen.
Auf dem Parteitag der CDU Deutschlands 2021 unterlag er schließlich seinen Konkurrenten Friedrich Merz und Armin Laschet bereits im ersten Wahlgang mit 224 von 1001 Stimmen. Anschließend wurde er jedoch in das Präsidium der Partei gewählt.

#### Wahlkampagne
Anfang März 2020 veröffentlichte Röttgen eine Wahlkampagne zu seiner Kandidatur unter dem Motto „Jetzt voran!“. Auf der dafür angelegten Webseite veröffentlichte er seine „Agenda“ als Parteivorsitzender. Als erstes Themenfeld stellte er dort seine Vorstellungen in der Europa- und Außenpolitik vor. Diesbezüglich forderte er u. a. eine engere Kooperation mit Frankreich, eine gestärkte EU-Außenpolitik, einen „neuen Deal“ mit den USA, ein stärkeres Engagement in der NATO, eine europäische China-Strategie, ein konstruktives aber konsequentes Auftreten gegenüber Russland, Deutschland als „Friedensmacht“ in Nahost und Nordafrika, sowie mehr Investitionen in die Bundeswehr. Im Zuge der weltweiten Coronaviruspandemie gab Norbert Röttgen am 13. März 2020 bis auf Weiteres die Pausierung seiner Kampagne bekannt.
Im Laufe des Jahres nahm er die Kampagne wieder auf und nahm unter der Bezeichnung #RöttgenRallye hauptsächlich digital an Diskussionsrunden von regionalen Verbänden und Vereinigungen der CDU teil.

### Kandidatur als CDU-Parteivorsitzender 2021/22
Am 12. November verkündete Röttgen als erster Kandidat seine Bewerbung für die Wahl zum CDU-Vorsitz 2022 an. Nachdem er bei dieser Wahl erneut unterlegen war, schied er im Januar 2022 aus dem Präsidium der CDU aus.

## CDU-Bundestagsabgeordneter (seit 1994)

### Aktivitäten, Standpunkte und Funktionen
Seit 1994 ist Röttgen Mitglied des Deutschen Bundestages. Er zog stets als direkt gewählter Abgeordneter des Wahlkreises Rhein-Sieg-Kreis II in den Bundestag ein. Dort gewannen die CDU-Kandidaten mit Stand 2025 bei allen Bundestagswahlen das Direktmandat.
Im April 1996 setzte er sich gemeinsam mit anderen jungen Abgeordneten wie Hermann Gröhe und Ronald Pofalla gegen den Willen des damaligen Bundeskanzlers Helmut Kohl für eine Liberalisierung des Staatsangehörigkeitsrechts ein. In den Medien wurde diese Gruppe junger Politiker vielfach „Junge Wilde“ genannt. Auch gehörte er einer Parlamentarier-Gruppe aus Abgeordneten der CDU und von Bündnis 90/Die Grünen an, die sich ab 1995 bis Anfang der 2000er-Jahre mehrfach zu Sondierungsgesprächen traf und Pizza-Connection genannt wurde.
Von 2000 bis 2009 war er stellvertretender Vorsitzender der CDU-Landesgruppe Nordrhein-Westfalen im Deutschen Bundestag. Von Oktober 2002 bis Januar 2005 war er rechtspolitischer Sprecher der CDU/CSU-Bundestagsfraktion. Am 25. Januar 2005 wurde er auf Vorschlag von Angela Merkel zum Ersten Parlamentarischen Geschäftsführer der CDU/CSU-Bundestagsfraktion gewählt. Er übte dieses Amt bis zum Ende der Legislaturperiode im Oktober 2005 aus; Peter Altmaier wurde sein Nachfolger.
Vom 14. Dezember 2005 bis zum Ende der Legislaturperiode war er außerdem Vorsitzender des Parlamentarischen Kontrollgremiums.
Röttgen machte sich auch für den Bürokratieabbau stark. Er beauftragte als 1. Parlamentarischer Geschäftsführer der CDU/CSU-Bundestagsfraktion 2005 eine Projektgruppe, die sich darüber Gedanken machen sollte. Die Ergebnisse der Gruppe führten zu dem „Gesetz zur Einsetzung eines Nationalen Normenkontrollrates“, das 2006 unter der Federführung von Röttgen und dem damaligen SPD-Geschäftsführer Olaf Scholz als Entwurf der beiden Regierungsfraktionen in den Deutschen Bundestag eingebracht und am 14. August 2006 verabschiedet wurde. Röttgen übernahm 2007 den Vorsitz des Kuratoriums eines Nationalen Kompetenzzentrums für Bürokratiekostenabbau, das an der Fachhochschule des Mittelstandes in Bielefeld angesiedelt ist.
Röttgen galt als einer der engsten Vertrauten der CDU-Vorsitzenden Angela Merkel. Zusammen mit dem damaligen Generalsekretär Volker Kauder sowie den CSU-Politikern Markus Söder und Erwin Huber arbeitete er das Wahlprogramm von CDU und CSU zur Bundestagswahl 2005 aus.

### Diskussion um Tätigkeit für den Bundesverband der Deutschen Industrie
Am 1. Januar 2007 sollte Röttgen Hauptgeschäftsführer beim Bundesverband der Deutschen Industrie (BDI) werden. Sein Amt als Erster Parlamentarischer Geschäftsführer der CDU/CSU-Fraktion wollte er deshalb im Oktober 2006 aufgeben, sein Mandat im Deutschen Bundestag aber noch bis zum Ende der Legislaturperiode (Herbst 2009) behalten. Aus Kreisen der anderen Parteien – später auch aus der CSU und CDU – sowie des BDI selbst wurde dies kritisiert. Der abzulösende BDI-Hauptgeschäftsführer Ludolf von Wartenberg war bis zu seinem Dienstantritt (1. Januar 1990) ebenfalls CDU-Bundestagsabgeordneter gewesen; er trat dann zur Bundestagswahl am 2. Dezember 1990 nicht mehr an.
Am 18. Juli 2006 sprachen die ehemaligen BDI-Präsidenten Hans-Olaf Henkel und Michael Rogowski in einem Offenen Brief von einem „[…] möglicherweise verhängnisvollen Fehler […]“ und sahen „[…] unlösbare Interessenkonflikte […]“. Sie hielten „es für falsch, seine gleichzeitige Mitgliedschaft im Deutschen Bundestag zu akzeptieren,“ und mahnten einen Mandatsverzicht an.
Der Landesvorsitzende der CDU Mecklenburg-Vorpommern, Jürgen Seidel, sagte am 21. Juli 2006 in einem Zeitungsinterview: „Ich halte es für schwierig, wenn hauptamtlich bezahlte Lobbyistenvertreter gleichzeitig Mitglieder des Bundestages sind und zwei zeit- und arbeitsintensive Funktionen gut ausfüllen sollen.“
Nach zunehmender Kritik an seiner geplanten Doppelrolle zog Röttgen am 21. Juli 2006 seine Zusage für den Posten des Hauptgeschäftsführers beim BDI zurück. Hans-Olaf Henkel zollte Röttgen Respekt für seine Entscheidung.

## Bundesminister für Umwelt, Naturschutz und Reaktorsicherheit (2009–2012)
Am 28. Oktober 2009 – nach der Bundestagswahl 2009 – folgte Röttgen Sigmar Gabriel als Bundesminister für Umwelt, Naturschutz und Reaktorsicherheit nach. Seine Entlassung erfolgte 2012 im Rahmen der vierten Kabinettsumbildung im Kabinett Merkel II, der schwarz-gelben Koalition nach der Bundestagswahl 2009.

### Atomkraftpolitik
Aus seiner kritischen Einstellung zur Atomkraft machte er keinen Hehl. Als zuständiger Minister für Reaktorsicherheit löste er im Februar 2010 in der Partei eine Kontroverse aus mit seiner Aussage, diese müsse sich „gut überlegen, ob sie gerade die Kernenergie zu einem Alleinstellungsmerkmal machen will“. Der damalige baden-württembergische Ministerpräsident Stefan Mappus forderte Röttgen deswegen im Mai 2010 sogar zum Rücktritt auf. Andere pflichteten Röttgen bei, z. B. der saarländische Ministerpräsident Peter Müller.
Als Merkel im Herbst 2010 nach langem Zögern eine Laufzeitverlängerung deutscher Kernkraftwerke einleitete, plädierte Röttgen für eine solche von unter zehn Jahren. Der Entscheidungsprozess wurde von deutlichen öffentlichen Protesten der Anti-AKW-Bewegung begleitet. Am 5. September 2010 vereinbarte die Bundesregierung bei einem „Atomgipfel“ eine Laufzeitverlängerung von 8 und 14 Jahren für die älteren bzw. neueren deutschen Kernkraftwerke. Die Novelle des Atomgesetzes wurde von der Koalition so schnell wie möglich durch das Gesetzgebungsverfahren im Bundestag gebracht; dieser stimmte am 28. Oktober 2010 mit schwarz-gelber Mehrheit zu.
Kurz nachdem sich die Nuklearkatastrophe von Fukushima ereignet hatte, stellte Merkel ihre Sicht des verbleibenden Sicherheitsrisikos von Atomkraftwerken und somit ihre Atompolitik infrage und verkündete im Einklang mit ihrem Umweltminister Röttgen den Atomausstieg, der mit überwältigender Mehrheit im Bundestag im Juni 2011 beschlossen wurde. Die sofortige Abschaltung von acht Altanlagen wurde damit Bestandteil der Energiewende. Röttgen war als Umweltminister bis 2012 mit dieser Aufgabe betraut.

### E10-Kraftstoff
Röttgen geriet im Rahmen der Einführung von Benzin mit erhöhtem Bioethanol-Anteil (E10) in die Kritik. Der Geschäftsführer von Shell Deutschland, Peter Blauwhoff, forderte ihn im März 2011 auf, sich um mehr Akzeptanz bei der Bevölkerung zu bemühen, da der Verkauf von E10 hinter den Prognosen zurückgeblieben war, was Blauwhoff als Protesthaltung deutete.

### Ethik der Umweltpolitik
Röttgen äußerte 2009, Umweltschutz sei durch die christliche Ethik geboten. Gott habe die Natur und den Menschen geschaffen, und dies verpflichte zur „Wahrung der Schöpfung“, wofür die Bibelgeschichte von der Erschaffung der Welt im 1. Buch Moses Impulse geben könne: „Die Bewahrung der Erde muss genau diesem Urbild des Schöpfers folgen. Lebensräume respektieren und schützen, Leben ermöglichen, Ordnung schaffen, das ist göttliche Schöpfung und gleichzeitig Gottes Auftrag an uns Menschen.“

### Widerstand gegen die Energiewende
Röttgen hatte im Zuge der Energiewende immer wieder Konflikte auch mit der eigenen Fraktion zu bewältigen. So stießen seine Pläne zur Kürzung der Solarstromförderung im Bundesrat auch durch CDU-Ministerpräsidenten auf Widerstand.

### Demission als Bundesminister

#### Rücktritt oder Entlassung als Wahlmöglichkeit
Aufgrund der Stimmenverluste der CDU bei der Landtagswahl 2012 in NRW gab es Kritik an Röttgen von Führungskräften der Union. In Berlin fand am 14. Mai 2012, einen Tag nach der NRW-Wahl, eine Krisensitzung des CDU-Präsidiums und -Bundesvorstandes statt. Verteidigungsminister Thomas de Maizière kritisierte den Kabinettskollegen scharf, Unionsfraktionsvize Michael Meister wurde mit den Worten zitiert: „Das Problem war Glaubwürdigkeit“, was darauf abzielte, dass Röttgen sich die Türe für eine Rückkehr nach Berlin offen gehalten habe und sich nicht für das Land NRW entschieden habe. Über diesen Punkt soll es im Wahlkampf Diskussionen zwischen Merkel und Röttgen gegeben haben. Allerdings erklärte Röttgen später dazu, dass dies eine Absprache gewesen sei: Er sollte erklären, in jedem Fall nach Düsseldorf zu wechseln, um dann – im Falle einer Niederlage – von Merkel daran gehindert zu werden, weil er unabkömmlich für die Energiewende sei.
Merkel kritisierte zudem, dass Röttgen im Wahlkampf den Euro-Kurs ihrer Regierung thematisiert hatte. CSU-Chef Horst Seehofer beispielsweise forderte vehement den Rücktritt Röttgens als Bundesminister. Am nächsten Tag konfrontierte Merkel Röttgen mit der Forderung nach Rücktritt, vermutlich, weil ein derart geschwächter Umweltminister nicht mehr mit Autorität die wichtige und ins Stocken geratene Energiewende vorantreiben könnte. Röttgen wollte aber im Amt bleiben. Laut Rheinischer Post beklagte er sich, nicht ausreichend von der Kanzlerin gegen die Angriffe von Horst Seehofer verteidigt worden zu sein.
Am Mittwoch, dem 16. Mai 2012, gegen 9:30 Uhr, kam das Bundeskabinett zusammen. Im Anschluss an die Kabinettssitzung nahm Merkel Röttgen zum Vier-Augen-Gespräch zur Seite, um ihm mitzuteilen, dass sie den Bundespräsidenten um seine Entlassung bitten werde. Allerdings fragte sie ihn zuerst, ob er nicht den Rücktritt vorziehen würde. Röttgen lehnte erneut ab.
Nachdem Merkel mit Bundespräsident Joachim Gauck telefoniert hatte, der in Italien im Urlaub war, folgte gegen 16:30 Uhr eine spontane Pressekonferenz der Kanzlerin. Darlegung und Begründung der Entlassung nahmen insgesamt anderthalb Minuten in Anspruch, Rückfragen waren nicht zugelassen.

#### Entlassung
Bundeskanzlerin Angela Merkel schlug am 16. Mai 2012, wenige Tage nach Röttgens Scheitern bei der Landtagswahl in NRW, dem Bundespräsidenten gemäß Art. 64 seine Entlassung vor. Dieser Schritt kam überraschend, da sein Verhältnis zu Kanzlerin Merkel als gut galt. So wurde Röttgen in den Medien bisweilen als „Muttis Klügster“ bezeichnet.
Es war die erste Ministerentlassung in der bis dato siebenjährigen Kanzlerschaft Merkels. Historisch betrachtet, war es – nach der Entlassung von Rudolf Scharping durch Gerhard Schröder – in der Geschichte der Bundesrepublik erst die zweite Entlassung eines Bundesministers gegen den Willen des Betroffenen. Günter Bannas (FAZ) schrieb, Röttgen habe für den Teil der CDU gestanden, der sich mit Begriffen wie „Schwarz-Grün“, „Öffnung zu neuen Wählerschichten“, „Liberales Bürgertum“ umschreiben lässt. Röttgen sei dessen intellektueller Wortführer gewesen; Merkel habe mit der Entlassung diesem ganzen Flügel der CDU „den Kopf abgeschlagen“.
Peter Altmaier, dessen hohe Loyalität zu Merkel bekannt war, wurde bereits in der Pressekonferenz vom 16. Mai 2012 (Bekanntgabe der Entlassung Röttgens durch Merkel) als Nachfolger benannt. Altmaier wurde am 22. Mai 2012 zum Umweltminister ernannt.
Vor der Entlassung beim Bundespräsidenten warnte Volker Kauder, Fraktionschef der CDU/CSU-Bundestagsfraktion, Röttgen vor einer öffentlichen „Abrechnung“.
Bundespräsident Gauck bekundete dem entlassenen Röttgen Respekt. Er dankte ihm für seinen langen „Einsatz für das Gemeinwohl“ und fügte hinzu: „Ich wünsche mir, dass Sie das auch in Zukunft tun können.“

#### Resonanz und Kritik der Entlassung
Röttgens überraschende Entlassung durch Merkel sorgte für Unruhe in der CDU und wurde stark kritisiert. Bundestagspräsident Norbert Lammert (CDU) sagte, die Entlassung sei bedauerlich, nicht nur für Röttgen selbst, sondern für die gesamte Partei. Norbert Röttgen habe sofort nach der verlorenen NRW-Wahl den Weg freigemacht für einen Neuanfang des Landverbandes.
Merkel rechtfertigte am 22. Mai 2012 vor der CDU-/CSU-Fraktion die Entlassung. Am Abend zuvor hatten auf einem Treffen von 40 NRW-Bundestagsabgeordneten der CDU einige ihren Unmut über die Entlassung oder deren Umstände artikuliert.
Die NRW-CDU (unter anderem ihr Generalsekretär Oliver Wittke und der Vorsitzende der CDU-Fraktion im Landtag NRW, Karl-Josef Laumann) äußerte Unverständnis über die Entlassung. Laumann wurde vielfach zitiert mit dem Satz: „Die heutige Entlassung von Norbert Röttgen erschreckt mich. Ich verstehe nicht, dass Norbert Röttgen bis Sonntagabend 18 Uhr als der hervorragende Umweltminister galt, der er war, und heute entlassen wird.“
Kritik an der Entlassung äußerte auch CDU-Innenpolitiker Wolfgang Bosbach: „Ich hätte ihm im Amt eine zweite Chance gegönnt. … Ein bisschen mehr Menschlichkeit würde uns ganz gut anstehen.“ und weiter: „Wenn jemand am Boden liegt, muss man nicht noch drauftreten.“ Der frühere Bundesminister (1982–1998) Norbert Blüm (CDU) sagte: „Das gehört sich nicht. … So geht man nicht miteinander um.“
Der Unions-Obmann im Bundestags-Umweltausschuss Josef Göppel kritisierte: „So darf man in einer Partei mit dem C im Namen nicht miteinander umgehen.“
Auch medial wurde dem ungewöhnlichen Vorgang, der Entlassung eines Ministers, dem im Amt nichts Konkretes vorgeworfen wurde, hohe Aufmerksamkeit gezollt: Ulrich Reitz, Chefredakteur der WAZ, bemerkte in einem Kommentar, Röttgen sei „das letzte einer Reihe von Opfern der bemerkenswert machiavellistischen Spitzenfrau“. Andere Beobachter, wie der Spiegel zitierte, kommentierten unisono: „Es ist die größtmögliche politische Demütigung, sogar von einer politischen Exekution ist die Rede.“ Die Berliner Morgenpost sah eine neue Qualität des „Wegbeißens“: Bisher habe Merkel die Alten und die Konservativen weggebissen, so wie Friedrich Merz, Roland Koch und Horst Köhler. Mit Norbert Röttgen habe es einen getroffen, der für die Zukunft der Union stand.
Zudem wurde spekuliert, wer Mitauslöser gewesen sein könnte. So hatte CSU-Chef Horst Seehofer kurz nach der verlorenen NRW-Wahl Röttgen heftig für das Wahl-Desaster kritisiert. Dabei stellte er auch dessen Eignung als Minister öffentlich infrage. Für die Intervention Seehofers sprach einiges; so forderte der Parlamentarische Geschäftsführer der CSU-Landesgruppe, Stefan Müller, nach Röttgens Entlassung ein eigenständiges Energieministerium – mit der Zielsetzung der Kompetenzbündelung beim Netzausbau.
Die oppositionelle SPD sah in dem Vorgang einen Beleg für die Instabilität der schwarz-gelben Koalition und forderte Neuwahlen. Aus der Opposition hieß es auch, dies sei Ausdruck einer „Verzweiflungstat“. Mit der Entlassung von Bundesumweltminister Norbert Röttgen musste Merkel das schwarz-gelbe Kabinett zum vierten Mal umbilden.

## Abgeordneter des Bundestages nach 2012
Zur Bundestagswahl 2013 kandidierte Röttgen, wie bereits zu den vorherigen Bundestagswahlen, seit 1994, im Wahlkreis Rhein-Sieg II. Dort gewann die CDU mit Stand 2025 bei allen Bundestagswahlen das Direktmandat. 2013 erhielt Röttgen dort 52,4 % der Erststimmen; 2017 46,5 %, 2021 40,0 %. und 2025 43,8 %.
Am 12. Juni 2012 meldete die Financial Times Deutschland überraschend, Röttgen gehe als stellvertretendes Mitglied in den Auswärtigen Ausschuss des Bundestags. Für Röttgen zog sich die nordrhein-westfälische Abgeordnete Sabine Weiss aus dem Ausschuss zurück. Bei der nächsten frei werdenden Stelle im Unions-Kontingent des Auswärtigen Ausschusses sollte Röttgen dann als Vollmitglied aufrücken. Zwischen 2014 und 2021 war Röttgen Vorsitzender des Auswärtigen Ausschusses. Kurz nach seiner Wahl ließ der russische Präsident Wladimir Putin die Krim annektieren. Röttgen hat dies, auf internationales Recht verweisend, deutlich kritisiert und gilt als Putin-kritisch.
In dieser Funktion bezeichnete er im Juni 2016 die kritischen Äußerungen des deutschen Außenministers Frank-Walter Steinmeier zu einem NATO-Militärmanöver an der russischen Westgrenze und seiner möglichen Wirkung auf das Ost-West-Verhältnis nach Ende des Kalten Krieges als „ungeheuerlichen Vorwurf“. Steinmeier hatte zum Dialog aufgerufen und kritisierte „lautes Säbelrasseln“; Röttgen wertete dies als Unterminierung der NATO-Aktivitäten unter NATO-Partnern.
Im Januar 2015 gründeten Röttgen und Hans-Georg Kluge die Rechtsanwalts-Partnergesellschaft „Röttgen & Kluge“. Ihr gehört auch Michael Hund an, bis 2011 Vizepräsident des Bundesverwaltungsgerichts.
Röttgen hat die Ende November 2016 veröffentlichte Charta der Digitalen Grundrechte der Europäischen Union unterstützt.
Anlässlich der Brexit-Verhandlungen sagte er im September 2018 angesichts der Haltung der EU, dass es ein „Fehler der anderen EU-Staats- und Regierungschefs“ war, die britische Premierministerin Theresa May beim EU-Gipfel in Salzburg „bis zur Grenze der Erniedrigung zu brüskieren“.
Anfang Dezember 2021 plädiert Röttgen für eine Impfpflicht gegen Corona. Er sagte, die Gegner der Corona-Impfungen spalteten die Gesellschaft viel mehr als staatliche Maßnahmen wie die Impfpflicht. „Die Spaltung dadurch, dass man es immer noch einer Minderheit überlässt, eine riesige Infektionswelle auszulösen, die die gesamte Bevölkerung trifft und einschränkt“, wiege deutlich schwerer. Er kündigte an, für eine Impfpflicht zu stimmen.
Röttgen ist einer der beiden stellvertretenden Vorsitzenden des gemeinnützigen Vereins Atlantik-Brücke und Mitglied im Kuratorium der Hilfsorganisation CARE Deutschland.
Röttgen befürwortete im Februar 2022, wenige Tage vor dem russischen Überfall auf die Ukraine, die Aufnahme der Ukraine in die NATO sowie im Zuge des Russland-Ukraine-Konflikts die Verhängung von weitreichenden Sanktionen gegenüber Russland, selbst wenn diese zu dramatischen Energiepreissteigerungen in Deutschland führen würden. Er ist erklärter Gegner einer Inbetriebnahme von Nordstream 2 und befürwortet stattdessen die Belieferung Deutschlands mit Schiefergas aus den USA.
Röttgen setzt sich für eine Unterstützung der Proteste im Iran seit September 2022 ein und fordert eine schärfere Iranpolitik, unter anderem durch EU-Listung der Revolutionsgarden als Terrororganisation.
Anfang Mai 2023 äußerte Röttgen, der Westen tue zu wenig, um der Ukraine militärisch zu helfen und handele nicht vorausschauend genug. Im November 2023 befürwortete Röttgen in Erwartung ausbleibender finanzieller Unterstützung durch die USA eine Übernahme der Finanzierung durch die EU, im Interview äußerte er den Wunsch, dass „wir heute schon die Rüstungskapazitäten, die Produktionskapazitäten darauf vorbereiten, dass wir den Ausfall der amerikanischen Unterstützung kompensieren.“

## Sonstiges Engagement
Bis Anfang 2019 war er im Advisory Panel der Macquarie Group. Seit 2008 ist er Kuratoriumsmitglied bei der Hertie School. Zudem ist er bei der Ditchley Foundation Governor, sowie Präsident des Londoner Club of Three. Er ist Mitglied im Präsidium der Deutschen Gesellschaft für Auswärtige Politik (DGAP). Zudem ist er Kuratoriumsmitglied bei der Stiftung Neue Verantwortung, beim European Council on Foreign Relations (ECFR), sowie Kuratoriumsvorsitzender bei der Fachhochschule des Mittelstands (FHM). Des Weiteren sitzt er im Advisory Board des Asia Houses. Beim Villa Vigoni e. V. ist er ein nichtständiges Mitglied im Kuratorium.

## Trivia
Röttgen wurde in einer Presseveröffentlichung als „George Clooney aus Meckenheim“ bezeichnet. Während seiner Zeit als Vertrauter Angela Merkels in der Führung der CDU-Bundestagsfraktion wurde er in Schlagzeilen auch „Muttis Klügster“ oder „Merkels Kronprinz“ genannt.

## Veröffentlichungen
- Deutschlands beste Jahre kommen noch. Warum wir keine Angst vor der Zukunft haben müssen. Piper, München/Zürich 2009, ISBN 978-3-492-05289-4.
- Rede zum Tag der Deutschen Einheit 2016
- Nie wieder hilflos! Ein Manifest in Zeiten des Krieges. dtv, München 2022, ISBN 978-3-423-26204-0.
- Demokratie und Krieg: Deutsche Politik und deutsche Identität in Zeiten globaler Gefahr. dtv, München 2024, ISBN 978-3-423-26411-2.